# 흥선대원군 자적 단령
흥선대원군 자적단령(興宣大院君紫赤團領)이란, 흥선대원군 이하응이 입었던 자주색 단령이다. 단령은 관리들이 집무를 볼 때 입는 평상복으로 가슴과 등에 달린 흉배와 허리에 매는 띠로 신분을 구별하였다.
흥선대원군 이하응은 고종의 아버지로, 영조의 증손인 남연군의 아들로 순조 20년에 태어났다. 헌종 9년에 흥선군으로 봉해지고 고종이 즉위하여 대원군에 봉해졌다.
겉감은 자주색, 안감은 붉은색 사로 만들었다. 옷고름은 겉고름ㆍ안고름 모두 겉감과 안감을 각각 2겹씩 사용하여, 고름을 묶으면 4겹이 된다.